# Jonesburg
Jonesburg és una població dels Estats Units a l'estat de Missouri. Segons el cens del 2000 tenia 695 habitants.

## Demografia
Segons el cens del 2000, Jonesburg tenia 695 habitants, 269 habitatges, i 161 famílies. La densitat de població era de 213 habitants per km².
Dels 269 habitatges en un 27,9% hi vivien nens de menys de 18 anys, en un 42% hi vivien parelles casades, en un 11,5% dones solteres, i en un 40,1% no eren unitats familiars. En el 34,9% dels habitatges hi vivien persones soles el 21,2% de les quals corresponia a persones de 65 anys o més que vivien soles. El nombre mitjà de persones vivint en cada habitatge era de 2,4 i el nombre mitjà de persones que vivien en cada família era de 3,03.
Per edats la població es repartia de la següent manera: un 23,9% tenia menys de 18 anys, un 9,6% entre 18 i 24, un 26,3% entre 25 i 44, un 17,4% de 45 a 60 i un 22,7% 65 anys o més.
L'edat mediana era de 38 anys. Per cada 100 dones de 18 o més anys hi havia 84,3 homes.
La renda mediana per habitatge era de 26.875 $ i la renda mediana per família de 31.786 $. Els homes tenien una renda mediana de 25.446 $ mentre que les dones 20.000 $. La renda per capita de la població era de 13.230 $. Entorn del 14,7% de les famílies i el 16,8% de la població estaven per davall del llindar de pobresa.

## Poblacions més properes
El següent diagrama mostra les poblacions més properes.